# Джон Рансъм
Джон Кроуи Рансъм (на английски: John Crowe Ransom, р. 30 април 1888, Пъласки, Тенеси, САЩ – п. 3 юли 1974, Гембиър, Охайо, САЩ) е американски литературен критик, есеист, поет, редактор и преподавател.
Известен е като създател на т. нар. Новото литературознание в САЩ (самото име на движението идва от едноименната книга на Рансъм от 1941 г.). Той е първият редактор на влиятелното списание „Kenyon Review“. Ментор на цяло поколение студенти по литература (сред които Рандал Джарел, Робърт Лоуел, Алън Тейт, Робърт Пен Уорън, Едгар Лорънс Доктороу и Клинт Брукс), той е носител на награди и като поет и есеист.

## Биография
Роден е в Пъласки, Тенеси, в семейството на методистки пастор. Завършва Университета „Вандербилт“ в Нашвил, Тенеси, през 1909 г. През 1910 г. печели Родесова стипендия и заминава за Оксфордския университет в Англия, където следва класическа филология до 1913 г..
Започва да преподава в Университета „Вандербилт“ през 1914 г.
През 1937 г. става професор в Kenyon College в Гембиър, Охайо. Там е сред основателите на списание „Kenyon Review“, където остава редактор до пенсионирането си през 1959 г.
Умира в съня си в Гембиър на 3 юли 1974 г. Тялото му е кремирано, а прахът му разпилян над библиотека „Чалмърс“ в кампуса на Kenyon College.

## Признание и награди
Първата му стихосбирка, Poems about God (1919), е посрещната радушно от Робърт Фрост и Робърт Грейвс.
Рансъм е носител на Bollingen Prize for Poetry за 1951 г. Антологичната му книга с поезия от 1963 г. Selected Poems получава National Book Award през 1964 г.
През 1966 г. е избран за член на Американската академия за изкуства и науки (на английски: American Academy of Arts and Sciences).